# Carrick-on-Suir
Carrick-on-Suir (in irlandese: Carraig na Siúire) è una cittadina nella contea di South Tipperary, in Irlanda.